# Ulf Björkegren
Ulf Clarence Björkegren, född 8 november 1937 i Göteborg, död 14 februari 2017 i Malmö, var en svensk operasångare, tenor.
Björkegren inledde sin karriär på Stora Teatern i Göteborg och debuterade 1971 på Kungliga Operan i rollen som Belmonte i Mozarts Enleveringen ur Seraljen, året efter gjorde han samma roll på Malmö Opera.
Under 1970-talet hade Björkegren många ledande roller i både operor och operetter. Bland annat gestaltade han Nemorino i Donizettis Kärleksdrycken på Drottningholms slottsteater, Pang i Puccunis Turandot (där även Birgit Nilsson stod på scen och Sixten Ehrling dirigerade) på Scandinavium, Edwin i Kálmáns Csardasfurstinnan på Stora Teatern och Piquillo i Offenbachs La Périchole på Södra Teatern i Kungliga Operans regi.
Björkegren var även aktiv utomlands, i Mainz fick han bland annat göra romans- och operettkonserter tillsammans med Nicolai Gedda. 1986–1987 gjorde Björkegren rollen som prins Sou Chong i Lehárs Leendets land med Münchener Opernbühne Tourneetheater i Tyskland, Holland, Schweiz och Danmark.
De sista åren som aktiv operasångare höll Björkegren mest till på Wermland Opera i Karlstad där han gestaltade en rad roller i operor och operetter. Därefter gick han i pension och flyttade med sin familj till Falsterbo, där fick han några få sånguppdrag och jobbade som regissör i olika uppsättningar.
Förutom roller i operor och operetter så anlitades Björkegren även i många sakrala sammanhang, han var många gånger solistsångare och gjorde skivinspelningar tillsammans med Radiokören, Eric Ericsons Kammarkör och Adolf Fredriks kammarkör där han jobbade bland annat med Eric Ericsson och Gustaf Sjökvist. Han har också sjungit och dubbat i Disneys svenska filmversioner av Dumbo och Mupparnas Julsaga.